# Número bariónico
En física de partículas, el número bariónico (representados B) es un número cuántico invariante. Se puede definir como un tercio de la diferencia del número de quarks menos el número de antiquarks dentro del sistema·:
{\displaystyle B={\frac {N_{q}-N_{\overline {q}}}{3}}}
donde
{\displaystyle N_{q}\ } es el número de quarks, y
{\displaystyle N_{\overline {q}}} es el número de antiquarks.

## Explicación
Se toma un tercio debido a que las leyes de la interacción fuerte, no puede haber partículas con color, esto es, la carga de color total de una partícula debe ser neutra (blanca). Esto puede obtenerse bien juntando un quark de un color junto con un antiquark con el anti-color opuesto, lo cual crea un mesón de número bariónico nulo, o combinando tres quarks cada uno de un color diferente, lo cual creará un barión de número bariónico 1, o tres anti-quarks generando un anti-barión de número bariónico -1. Eventualmente podría existir una última posibilidad exótica consistente en 4 quarks y un anti-quark que formarían un pentaquark de número bariónico 1.
Así, los quarks siempre están presentes en grupos de tres contando con los antiquarks como "quarks negativos". Históricamente, el número bariónico se había definido mucho antes del modelo actual de los quarks, por lo que en vez de cambiar la definición, los físicos de partículas simplemente dividieron el número cuántico ya conocido por tres. Hoy en día es más preciso hablar de la conservación del número de quarks.
Las partículas sin quarks o antiquarks tienen un número bariónico de cero. Tales partículas incluyen los leptones y los bosones (fotón, bosones W y Z).

## Conservación
El número bariónico se conserva dentro de casi todas las interacciones del modelo estándar, la sola excepción podría residir dentro de la anomalía quiral. Esta noción de conservación significa que la suma de los números bariónicos de todas las partículas iniciales es la misma que la suma para el conjunto de las partículas después de la interacción.